# ویکی‌پدیای بیشنوپریا مانیپوری
ویکی‌پدیای بیشنوپریا مانیپوری نسخه زبان بیشنوپریا مانیپوری وب‌گاه ویکی‌پدیا است.  زبان بیشنوپریا مانیپوری تا ۱۹ اوت ۲۰۱۱ بابیش‌از ۲۴٬۰۰۰ مقاله در رده هفتادوچهارم ویکی‌پدیاها قرار گرفته‌است.